# Trefusia varians
Trefusia varians är en rundmaskart som beskrevs av Gerlach 1933. Trefusia varians ingår i släktet Trefusia och familjen Trefusiidae. Inga underarter finns listade i Catalogue of Life.